# 惲寿平

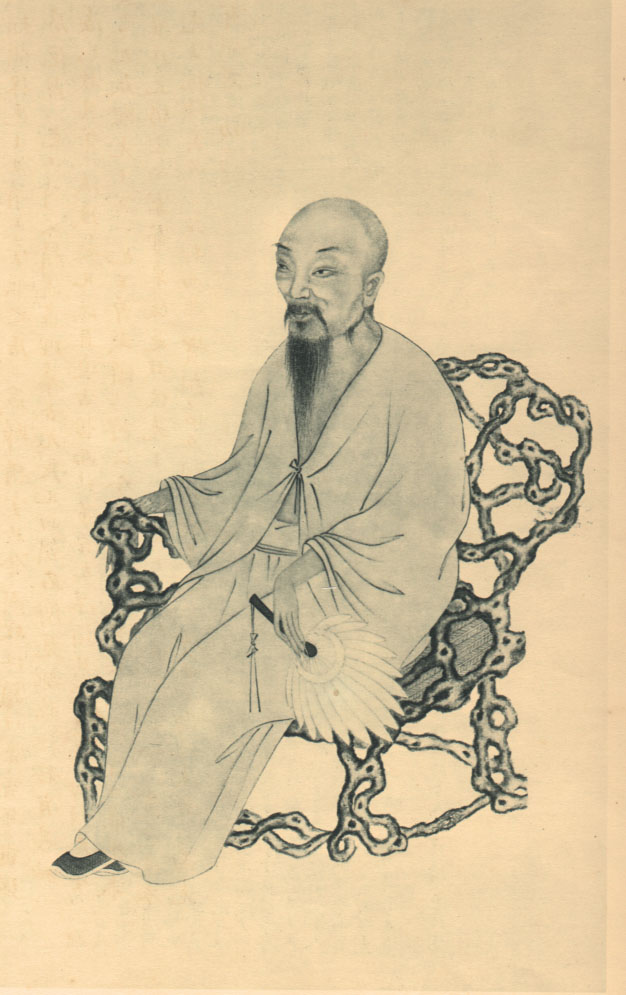
惲寿平肖像

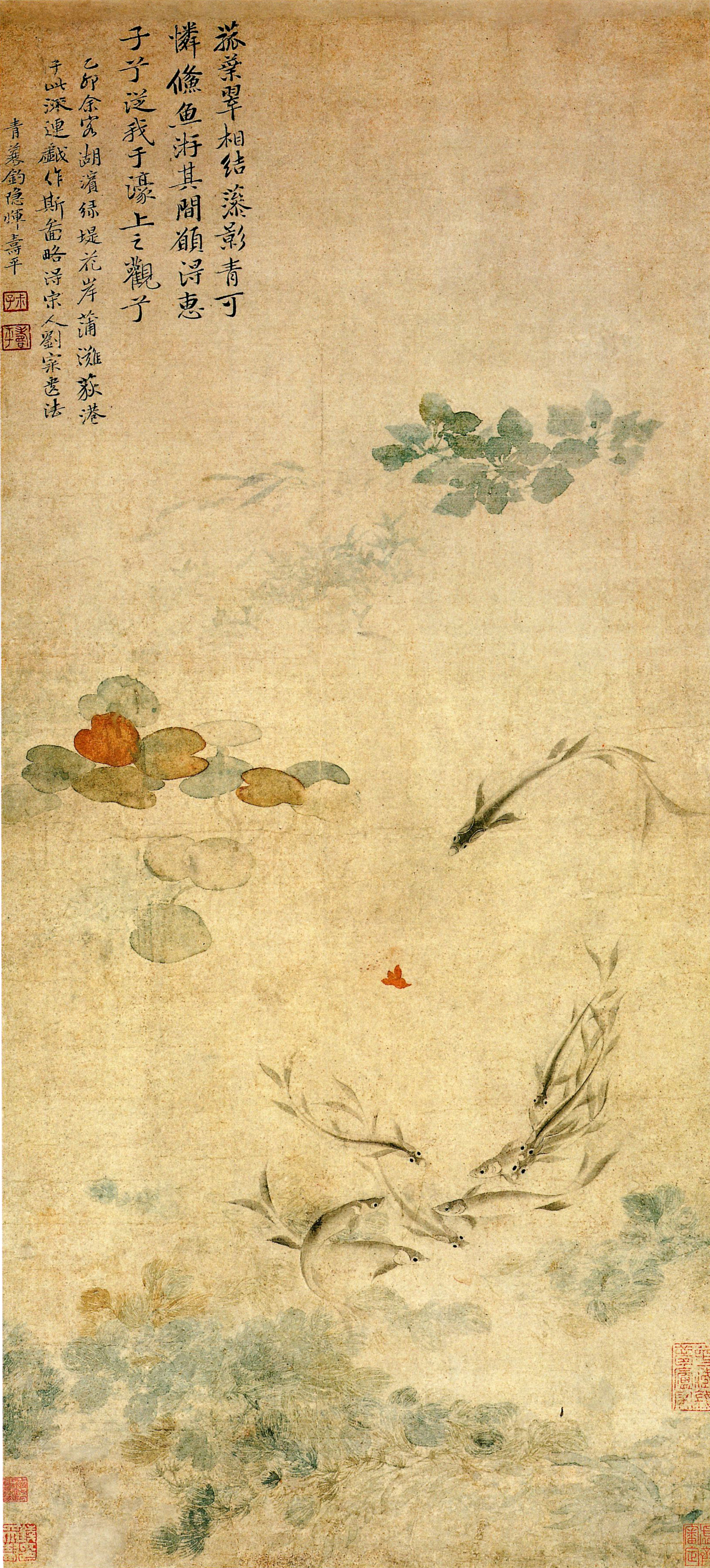
「落花游魚図軸」康熙14年

惲 寿平（うん じゅへい、Yun Shouping、崇禎6年（1633年） - 康熙29年（1690年））は、中国清初の文人画家・書家。清初六大家の四王呉惲の一人。
初名は格だったが、後に字の寿平が名前のように通用したので別に字を正叔とした。号は南田・東園生・白雲外史・雪渓外史など。日本では惲南田と称されることが多い。常州府武進県（現在の江蘇省常州市武進区）の人。

## 略伝
惲氏一族は明代には武進の名家であったが、清軍によって多くの同族を殺され零落した。父の惲日初は清を嫌い僧になって身を隠し、講師などで生計を立てた。このため惲寿平は経済的に困窮した家庭環境に育つも、文人としての教養を磨き詩書画三絶と称された。しかし、父の遺志を受け継ぎ生涯、仕官することはなく、一時福建で遺民運動を行ったが、故郷に帰ると売画をもって生活した。甌香館を建て当代一流の文人・名流と交流したが、生活は困窮した。没後、葬儀費用がなく、友人の王翬が世話をしたという。
画は、幼少の頃から父の従兄弟にあたる惲本初について習った。惲本初は元代の黄公望を敬慕して奥行き深い雄渾な山水を宗とした。しかし、惲寿平は王翬の山水画を目にしてその技量にはとても敵わないと悟り、以降は花卉画に専念。王翬の紹介で王時敏の門下となり、北宋の徐崇嗣の画法を研究。輪郭線を描かない没骨法を取り入れ、写生を基礎に置いて鮮やかで清新な色彩の花卉図を画き、独自の画風を確立。後にこの一派を常州派といった。
また惲寿平は唐の褚遂良の書風に倣い、能書家としても知られている。
『甌香館集』・『南田画跋』を著し画と書について述べている。

## 日本画壇への影響
惲寿平の画風は張秋穀などの来舶清人や船載された作品によって、江戸時代の日本にもたらされ、当時の画壇に大きな影響を与えている。とりわけ渡辺崋山や椿椿山は深く没骨法を研究し画業を大成させている。

## 作品

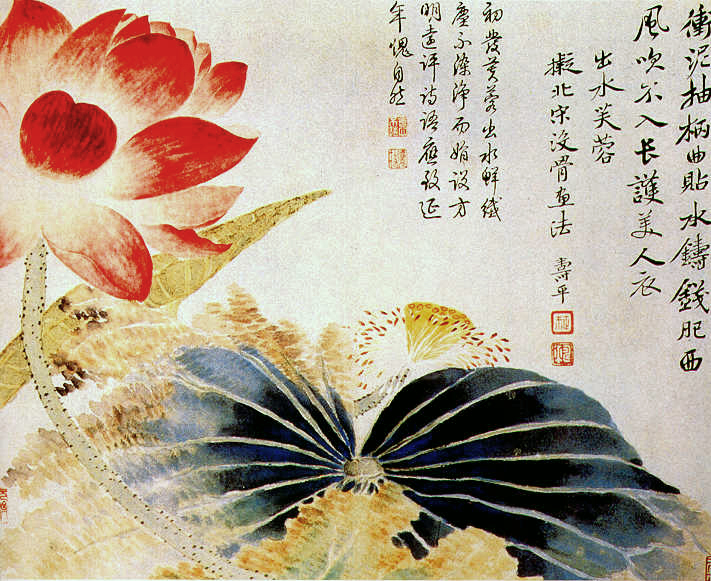
「牡丹図」故宮博物院（紫禁城）
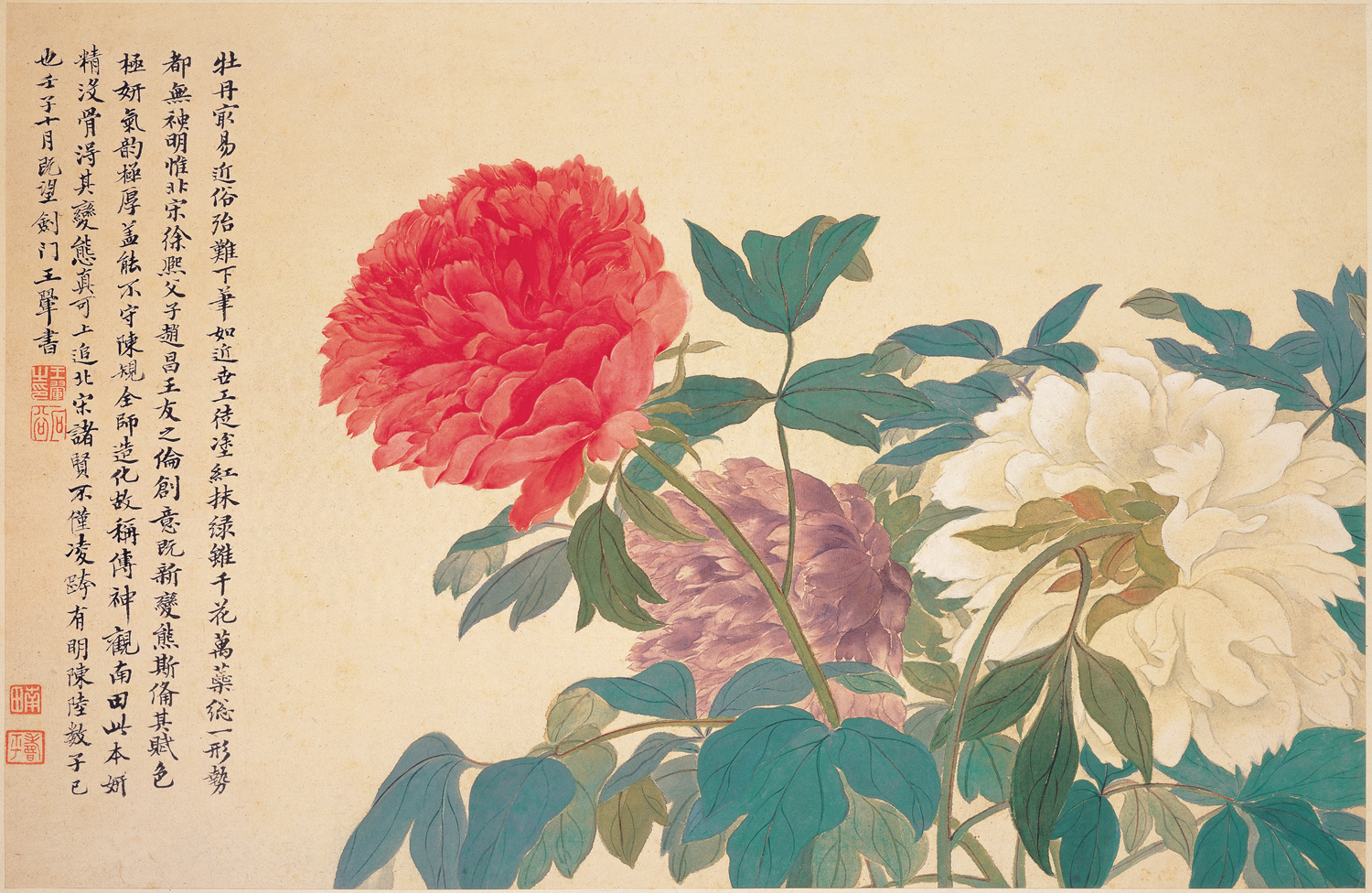
「花隝夕陽図巻」康熙10年（1671年）京都国立博物館 重要文化財
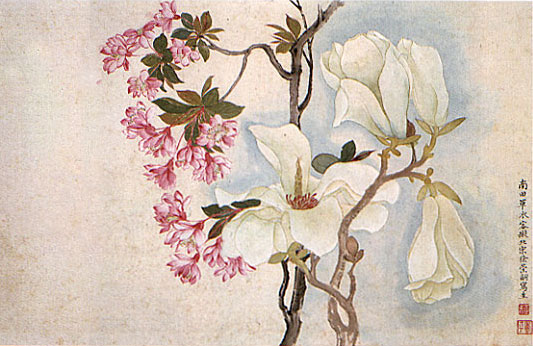
木蓮図 国立故宮博物院（台北）

- 「魚藻図軸」康熙13年（1674年）吉林省博物院
- 「落花游魚図軸」康熙14年（1675年）上海博物館
- 「倣王蒙天池石壁図巻」康熙23年（1684年）
- 「五色芍薬図」康熙24年（1685年）
- 「菊花図帖」渋谷区立松濤美術館 橋本コレクション
- 「山水画冊」康熙26年（1687年）泉屋博古館
- 「擬徐崇嗣四時花卉図巻」康熙27年（1688年）熊本県立美術館 細川護貞コレクション
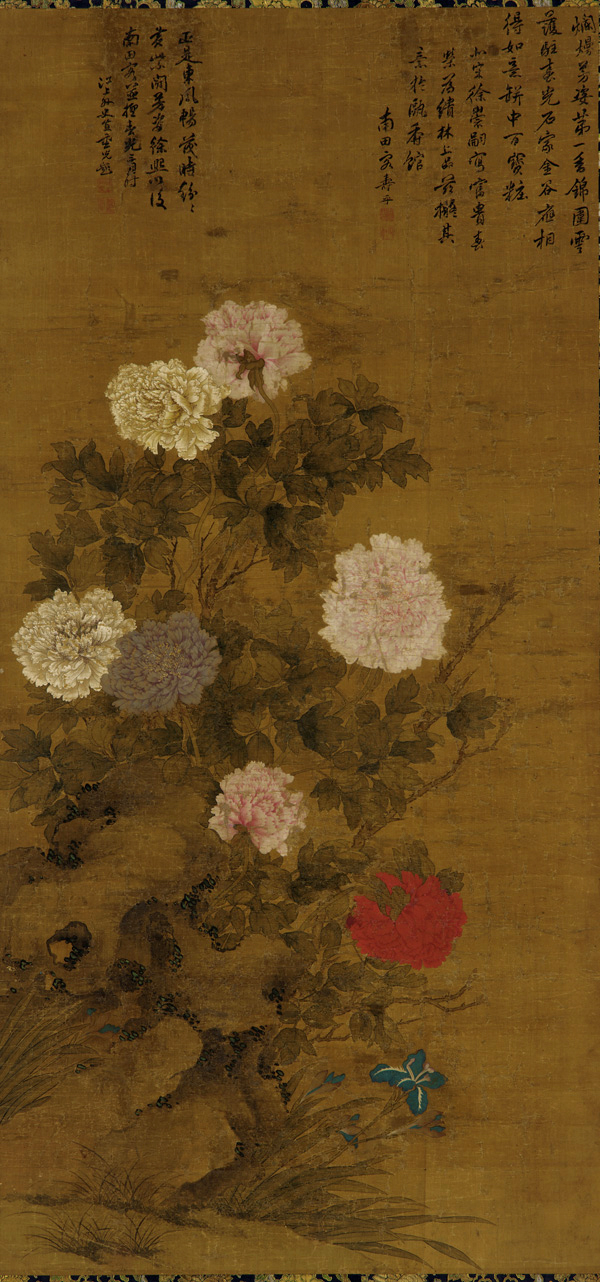
「芍薬図」フリーア美術館
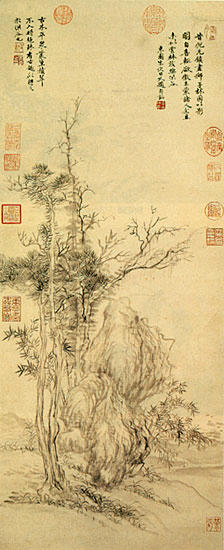
倣倪瓚斉木秋図